# NFC West
Az NFC West az NFL amerikaifutball-bajnokság NFC konferenciájának nyugati csoportja. Jelenlegi tagjai: Arizona Cardinals, Los Angeles Rams, San Francisco 49ers, és a Seattle Seahawks.

A csoportot az AFL-NFL fúziót követően hozták létre, de az akkori felállás jelentősen különbözött a maitól. Az akkori csapatok: Atlanta Falcons, Los Angeles Rams, New Orleans Saints, és a San Francisco 49ers. A Seahawks 1976-os létrehozását követően ebben a csoportban szerepelt egy évig, majd átkerült az AFC West-be. 1995-ben az újonnan alakult Carolina Panthers került a csoportba. 2002-ben a Falcons, a Saints, és a Panthers átkerült az NFC South-ba, míg a Cardinals, és a Seahawks érkezett a helyükre. A Rams és a 49-ers között az 1950-es évek óta folyik a rivalizálás, ezt nem akarták megszüntetni, így ez a két csapat maradt.

## Csoportgyőztesek
| Szezon | Csapat              | Eredmény | Rájátszásbeli eredmények                    |
| ------ | ------------------- | -------- | ------------------------------------------- |
| 1970   | San Francisco 49ers | 10–3–1   | Kikapott az NFC konferenciadöntőn           |
| 1971   | San Francisco 49ers | 9–5–0    | Kikapott az NFC konferenciadöntőn           |
| 1972   | San Francisco 49ers | 8–5–1    | Kikapott az NFC konferencia-elődöntőben     |
| 1973   | Los Angeles Rams    | 12–2–0   | Kikapott az NFC konferencia-elődöntőben     |
| 1974   | Los Angeles Rams    | 10–4–0   | Kikapott az NFC konferenciadöntőn           |
| 1975   | Los Angeles Rams    | 12–2–0   | Kikapott az NFC konferenciadöntőn           |
| 1976   | Los Angeles Rams    | 10–3–1   | Kikapott az NFC konferenciadöntőn           |
| 1977   | Los Angeles Rams    | 10–4–0   | Kikapott az NFC konferencia-elődöntőben     |
| 1978   | Los Angeles Rams    | 12–4–0   | Kikapott az NFC konferenciadöntőn           |
| 1979   | Los Angeles Rams    | 9–7–0    | Kikapott a Super Bowl XIV-en                |
| 1980   | Atlanta Falcons     | 12–4–0   | Kikapott az NFC konferencia-elődöntőben     |
| 1981   | San Francisco 49ers | 13–3–0   | Megnyerte a Super Bowl XVI-ot               |
| 1982*  | Atlanta Falcons     | 5–4–0    | Kikapott az NFC rájátszás első fordulójában |
| 1983   | San Francisco 49ers | 10–6–0   | Kikapott az NFC konferenciadöntőn           |
| 1984   | San Francisco 49ers | 15–1–0   | Megnyerte a Super Bowl XIX-et               |
| 1985   | Atlanta Falcons     | 11–5–0   | Kikapott az NFC konferenciadöntőn           |
| 1986   | San Francisco 49ers | 10–5–1   | Kikapott az NFC konferencia-elődöntőben     |
| 1987   | San Francisco 49ers | 13–2–0   | Kikapott az NFC konferencia-elődöntőben     |
| 1988   | San Francisco 49ers | 10–6–0   | Megnyerte a Super Bowl XXIII-at             |
| 1989   | San Francisco 49ers | 14–2–0   | Megnyerte a Super Bowl XXIV-et              |
| 1990   | San Francisco 49ers | 14–2–0   | Kikapott az NFC konferenciadöntőn           |
| 1991   | New Orleans Saints  | 11–5–0   | Kikapott az NFC Wild Card-fordulóban        |
| 1992   | San Francisco 49ers | 14–2–0   | Kikapott az NFC konferenciadöntőn           |
| 1993   | San Francisco 49ers | 10–6–0   | Kikapott az NFC konferenciadöntőn           |
| 1994   | San Francisco 49ers | 13–3–0   | Megnyerte a Super Bowl XXIX-et              |
| 1995   | San Francisco 49ers | 11–5–0   | Kikapott az NFC konferencia-elődöntőben     |
| 1996   | Carolina Panthers   | 12–4–0   | Kikapott az NFC konferenciadöntőn           |
| 1997   | San Francisco 49ers | 13–3–0   | Kikapott az NFC konferenciadöntőn           |
| 1998   | Atlanta Falcons     | 14–2–0   | Kikapott a Super Bowl XXXIII-on             |
| 1999   | St. Louis Rams      | 13–3–0   | Megnyerte a Super Bowl XXXIV-et             |
| 2000   | New Orleans Saints  | 10–6–0   | Kikapott az NFC konferencia-elődöntőben     |
| 2001   | St. Louis Rams      | 14–2–0   | Kikapott a Super Bowl XXXVI-on              |
| 2002   | San Francisco 49ers | 10–6–0   | Kikapott az NFC konferencia-elődöntőben     |
| 2003   | St. Louis Rams      | 12–4–0   | Kikapott az NFC konferencia-elődöntőben     |
| 2004   | Seattle Seahawks    | 9–7–0    | Kikapott az NFC Wild Card-fordulóban        |
| 2005   | Seattle Seahawks    | 13–3–0   | Kikapott a Super Bowl XL-en                 |
| 2006   | Seattle Seahawks    | 9–7–0    | Kikapott az NFC konferencia-elődöntőben     |
| 2007   | Seattle Seahawks    | 10–6–0   | Kikapott az NFC konferencia-elődöntőben     |
| 2008   | Arizona Cardinals   | 9–7–0    | Kikapott a Super Bowl XLIII-on              |
| 2009   | Arizona Cardinals   | 10–6–0   | Kikapott az NFC konferencia-elődöntőben     |
| 2010   | Seattle Seahawks    | 7–9–0    | Kikapott az NFC konferencia-elődöntőben     |
| 2011   | San Francisco 49ers | 13–3–0   | Kikapott az NFC konferenciadöntőn           |
| 2012   | San Francisco 49ers | 11–4–1   | Kikapott a Super Bowl XLVII-en              |
| 2013   | Seattle Seahawks    | 13–3–0   | Megnyerte a Super Bowl XLVIII-at            |
| 2014   | Seattle Seahawks    | 12–4–0   | Kikapott a Super Bowl XLIX-en               |
| 2015   | Arizona Cardinals   | 13–3–0   | Kikapott az NFC konferenciadöntőn           |
| 2016   | Seattle Seahawks    | 10–5–1   | Kikapott az NFC konferencia-elődöntőben     |
| 2017   | Los Angeles Rams    | 11–5–0   | Kikapott az NFC Wild Card-fordulóban        |
| 2018   | Los Angeles Rams    | 13–3–0   | Kikapott a Super Bowl LIII-n                |
| 2019   | San Francisco 49ers | 13-3-0   | Kikapott a Super Bowl LIV-n                 |
| 2020   | Seattle Seahawks    | 12–4–0   | Kikapott az NFC Wild Card-fordulóban        |
| 2021   | Los Angeles Rams    | 12–5–0   | Megnyerte a Super Bowl LVI-ot               |
| 2022   | San Francisco 49ers | 13-4-0   | Kikapott az NFC konferenciadöntőn           |
| 2023   | San Francisco 49ers | 12-5-0   | Kikapott a Super Bowl LVIII-on              |
| 2024   | Los Angeles Rams    | 10–7–0   | Kikapott az NFC konferencia-elődöntőben     |

* – 1982-ben játékossztrájk miatt az alapszakaszból csupán 9 fordulót játszottak le, ezért ebben az évben egy 16 csapatos különleges rájátszást szerveztek, és a csoportbeli eredményeket nem vették figyelembe.